# Bolszoje Żyrowo
Bolszoje Żyrowo (ros. Большое Жирово) – wieś (ros. село, trb. sieło) w zachodniej Rosji, centrum administracyjne sielsowietu bolszeżyrowskiego w rejonie fatieżskim (obwód kurski).

## Geografia
Miejscowość położona jest 15 km na południowy wschód od centrum administracyjnego rejonu (Fatież), 29 km na północny zachód od Kurska, przy drodze magistralnej (federalnego znaczenia) M2 «Krym» (część trasy europejskiej E105).
We wsi znajduje się 189 posesji.
Klimat
Miejscowość, jak i cały rejon, znajduje się w strefie klimatu kontynentalnego z łagodnym ciepłym latem i równomiernie rozłożonymi opadami rocznymi (Dfb w klasyfikacji klimatów Köppena).

## Demografia
W 2010 r. wieś zamieszkiwały 542 osoby.